# Raj Rajaratnam
Raj Rajaratnam, né le 15 juin 1957 à Colombo au Sri Lanka, est le fondateur et le PDG en 2009 de Galleon Group, un fonds d'investissement à risque qui en a fait un milliardaire,. En octobre 2009, il a été arrêté par des agents du FBI pour avoir facilité des « mouvements d'actions litigieux [qui] portaient notamment sur des titres des hôtels Hilton, de Google, AMD, Sun Microsystems, Clearwire et Akamai, entre 2006 et 2009 ». Il a été condamné à 11 ans de prison en octobre 2011 pour délits d'initié, 

## Biographie
Rajaratnam est né au Sri Lanka et a suivi une formation au S Thomas' Preparatory School à Kollupitiya. Ensuite, il a déménagé en Angleterre où il a complété sa formation et étudié l'ingénierie à l'Université du Sussex. En 1983, il a obtenu un MBA du Wharton School de l'Université de Pennsylvanie. Il est marié et père de trois enfants.
Rajaratnam a commencé sa carrière en tant qu'analyste financier à la banque d'investissement Needham & Co. où il s'intéressait aux titres de sociétés en électronique. En 1991, il en devient le président à l'âge de 34 ans. En accord avec le conseil d'administration, il a lancé un fonds de couverture, le Needham Emerging Growth Partnership, en mars 1992, qu'il a acheté plus tard et renommé Galleon. 
Rajaratnam a été sélectionné comme l'un des meilleurs investisseurs américains dans l'ouvrage de Lois Peltz, The New Investment Superstars: 13 Great Investors and their Strategies for Superior Returns [réf. incomplète].
Le 16 octobre 2009, Rajaratnam a été arrêté par des agents du FBI et accusé de délit d'initié, aux côtés de l'ex-directeur de Goldman Sachs Rajat Gupta, pour avoir profité d'informations non publiques sur différentes sociétés américaines, dont Google. L'attorney Preet Bharara (en) affirme que les agissements de Rajaratnam ont rapporté 20,6 millions USD et qu'il s'agirait de la plus importante affaire judiciaire mettant en cause un fonds de gestion alternative. Il a été condamné à 11 ans de prison en octobre 2011.
Par ailleurs, une fondation charitable qu'il préside, le Tsunami Relief, a donné plusieurs millions de dollars au Tamils Rehabilitation Organisation (en) en 2005-06 . Ce dernier groupe a vu ses fonds gelés en 2007 par le département du Trésor, l'accusant d'être une façade des Tigres Tamouls, groupe présent sur la liste noire des États-Unis. Rajaratnam n'a pas été inquiété, tandis que son avocat a affirmé que les fonds donnés par Rajaratnam n'ont servi qu'à aider les victimes du tsunami de 2004.